# サンサポールの戦い
サンサポールの戦いとは、太平洋戦争での戦闘の一つであり、ニューギニアの戦いのうちニューギニア島そのもので行われた戦闘の中では最後の戦いに位置する。連合軍はニューギニア島西部ドベライ半島（フォーゲルコップ半島）北西部に位置するサンサポール（サンサポール岬）と、その対岸にある2つの島にある航空基地適地の確保を目指して上陸したが、所在の日本軍兵力が微少だったこともあって、大きな戦闘が起こることなく航空基地適地の確保に成功。ダグラス・マッカーサー陸軍大将率いる南西太平洋軍はわずか3か月もの間に、ニューギニア島北岸ホーランジアからサンサポールまでの間を飛び飛びながら進撃し、主だった航空要地を確保することに成功した。
連合軍側の作戦名称は「グローブトロッター作戦」 (Operation Globetrotter) である。

## 背景
1944年4月下旬のホーランジアの戦い以降、マッカーサーの南西太平洋軍は5月のワクデの戦い、6月のビアク島の戦いおよび7月からのヌンホルの戦いで次々と航空基地および航空基地適地を奪取してきたが、ヘルビング湾と将来進攻予定のハルマヘラ島およびモロタイ島を中心とする北モルッカまでの間の適当な地にも航空基地を設置する必要性が生じてきた。理由としては、設置した暁には北モルッカやソロンへの圧力になると同時に、フィリピン奪還のための掩護にもなるからであった。時間的な制約もあり、北モルッカへの進攻予定日は9月15日と決まっていたため、準備その他の期間を勘案すると、進攻予定日の約1か月前までに攻略する必要があった。
進攻予定地のサンサポール地域には、海空からの偵察によってサンサポール岬、マルおよびサンサポール地域の沖合にあるミッテルバーグ島とアムステルダム島に航空基地に適した土地があることが判明したが、このことは第二方面軍（阿南惟幾陸軍大将）や第七飛行師団（須藤栄之助陸軍中将）も知っていたことであった。ところが、日本軍は一つの読み違えをしていた。ハルマヘラ島への偵察にP-38「ライトニング」が飛来しているのを見て、フィリピンへの一気の進攻あるいはパラオ方面の戦況と呼応してのフィリピン進攻の可能性が大と判断し、ヌンホル島から多く見積もっても300キロしか離れていないサンサポール地区への進攻は予想していなかった。もっとも、7月下旬には情報収集の結果、「ハルマヘラからミンダナオ島に進攻するため、その足掛かりとしてサンサンポールに来襲する」とも判断していた。日本軍は、サンサポール地区には小規模の舟艇の連絡基地しか設けていなかった。これはソロンとマノクワリに比較的兵力を集めていたのとは対照的であった。

## 戦闘経過

### 準備
サンサポール攻略に関する準備命令はビアクの戦いが終わっていない6月21日に発令され、次いで6月30日に本命令、上陸予定日は7月30日と決められた。兵力は第6軍（ウォルター・クルーガー陸軍中将）指揮下の第6歩兵師団（フランクリン・C・シバート陸軍少将）の起用が決まった。第6歩兵師団の輸送には第77.2任務群（ウィリアム・フェクテラー海軍少将）があたり、高速輸送艦6隻と戦車揚陸艦（LST）8隻、歩兵揚陸艇（LCI）19隻が、駆逐艦11隻と4隻の哨戒艇および1隻艦隊曳船の護衛を得て進攻することとなった。サンサポール地区に対する偵察は航空機と潜水艦によって行われ、7月14日には偵察部隊を上陸させて詳細な調査を行った。攻略準備が進む一方、事前爆撃も基地の不足などの問題を乗り越えて北モルッカを含むモルッカ諸島全域を対象に行われ、日本軍が急速に設営を始めた航空基地を発見したり、集結しつつあった航空機を粉砕するなど一定の戦果を挙げた。
一方、守る側の日本軍はそのころ、在マノクワリの第二軍（豊嶋房太郎陸軍中将）が、後世から「死の行軍」とも呼ばれるようになったマノクワリからウィンデシを経てイドレにいたる転進を行っており、サンサポール方面に充てる追加兵力は事実上なかった。

### 上陸戦
7月26日、連合軍攻略部隊はサルミを出撃してサンサポールに向かう。道中で5機の日本機の爆撃を受けるも上空掩護のP-38がこれを一掃し、7月30日の未明までにはミッテルバーグ、アムステルダム両島沖に到達する。7月30日明け方8時、攻略部隊は艦砲射撃に続いて両島への上陸を開始し掃討を行ったが、日本軍がいなかったためこのまま占領した。連合軍のミッテルバーグ、アムステルダム上陸は第七飛行師団機の30日午後の偵察で日本側にも知られるところとなったが、特に反撃は行わなかった。翌7月31日にはサンサポール地区への上陸を開始し、こちらには日本軍部隊がいたものの微弱で、日本軍部隊はわずかな交戦ののち後退していった。こうして、連合軍部隊はたやすくサンサポール地区の航空要地を確保することに成功した。阿南は地上部隊による抵抗を半ばあきらめて航空攻撃を要請する一方で、第二軍は第三十五師団（池田浚吉中将）に上陸部隊との戦闘を一任させることとしたが、ソロンへ転進中の第三十五師団の一部は上陸部隊と交戦したものの敵わず、戦闘と行軍で多大な犠牲を出した。阿南が望んだ航空攻撃も、温存策をとられて不活発に終わった。サンサポール地区での陸上戦は散発的に行われたが、8月末にはおおむね終わった。
なお、サンサポールをめぐる一連の戦闘における日本軍および連合軍の陸上部隊の動員数は定かではなく、戦闘における戦死は日本軍は約380名を数え、連合軍側は8月末までに「戦死10名、負傷31名」とも、「戦死34名、負傷85名、戦死とは別にツツガムシ病で9名死亡」とも記録されている。

## 上陸後
サンサポール地区を制圧した連合軍は、ミッテルバーグ島に戦闘機用基地、サンサポールおよびマル地区に爆撃機用基地の設営を開始し、基地は第13空軍によって運用されることとなった。前者は8月7日に使用可能となって9月8日に完成し、後者は9月3日に供用を開始して9月の末には完成を見た。航空基地の完成は、ソロン方面の日本側の制空権が失われたことを意味し、セラム島、ハルマヘラ、セレベスおよびミンダナオ島の制空権も著しく衰退した。また、ソロンとマノクワリ間の交通も完全に遮断されてマノクワリ方面の日本軍部隊は以降、自給自足の生活を余儀なくされることとなった。
サンサポール地区は、連合軍がフィリピンに進んだあとも後方補給基地やセレベス、セラム方面への航空圧力のための基地として活用されていた。戦線がサンサポールから遠ざかった1945年3月上旬から中旬にかけて、第三十五師団の一部が攻勢をとって連合軍の牽制を開始したが、その過程で一つのことが明らかになった。第三十五師団の牽制作戦が行われたころのサンサポール地区の航空基地は、使われている形跡がなかった。第三十五師団から報告を受けた第七飛行師団から偵察機が飛ばされたが、一時は300機もいた航空機はその姿なく滑走路も破壊されており、サンサポール地区が基地として利用されていないことが明らかとなった。この報を受け、第三十五師団の作戦も打ち切られて監視部隊のみを残し、ソロンに撤退していった。
連合軍は4月下旬のホーランジアの戦いからサンサポール地区の確保まで、約550マイルの距離を、アイランドホッピング戦法でわずか3か月で踏破した。サンサポールこそは、マッカーサーがフィリピンへの帰還を果たすためにニューギニア島に設けられた最後の拠点であり、マッカーサーがコレヒドール島を脱出後も夢にも忘れなかったフィリピンは、サンサポールから北モルッカとタラウド諸島を挟んで500マイル離れた彼方にあったが、それはホーランジアからサンサポールまでの距離と大して変わらなかった。

### サイト
- “Sansapor” (英語). The Pacific War Online Encyclopedia..   Kent G. Budge. 2013年4月8日閲覧。

### 印刷物
- 防衛研究所戦史室編『戦史叢書22 西部ニューギニア方面陸軍航空作戦』朝雲新聞社、1969年。
- 防衛研究所戦史室編『戦史叢書54 南西方面海軍作戦 第二段作戦以降』朝雲新聞社、1972年。
- C.W.ニミッツ、E.B.ポッター『ニミッツの太平洋海戦史』実松譲、冨永謙吾（共訳）、恒文社、1992年。ISBN 4-7704-0757-2。
- サミュエル.E.モリソン『モリソンの太平洋海戦史』大谷内一夫（訳）、光人社、2003年。ISBN 4-7698-1098-9。